# Ytter-Gissmansvattnet
Ytter-Gissmansvattnet är en sjö i Strömsunds kommun i Jämtland och ingår i Ångermanälvens huvudavrinningsområde. Sjön har en area på 2,39 kvadratkilometer och ligger 277 meter över havet. Sjön avvattnas av vattendraget Gissmansvattenån.

## Delavrinningsområde
Ytter-Gissmansvattnet ingår i det delavrinningsområde (712773-147831) som SMHI kallar för Utloppet av Ytter-Gissmansvattnet. Medelhöjden är 308 meter över havet och ytan är 16,23 kvadratkilometer. Räknas de 5 avrinningsområdena uppströms in blir den ackumulerade arean 73 kvadratkilometer. Gissmansvattenån som avvattnar avrinningsområdet har biflödesordning 4, vilket innebär att vattnet flödar genom totalt 4 vattendrag innan det når havet efter 230 kilometer. Avrinningsområdet består mestadels av skog (78 procent). Avrinningsområdet har 2,61 kvadratkilometer vattenytor vilket ger det en sjöprocent på 16,1 procent.